# مصعب المعمري
مصعب حامد محمد المر المعمري (مواليد 22 يناير 2000) هو لاعب كرة قدم عماني محترف، يلعب في خط وسط نادي النصر ومنتخب عمان.

## حياة مهنية
بدأ مصعب المعمري مسيرته الاحترافية مع ناديه المحلي الرستاق، وساعدهم في تحقيق الصعود إلى الدوري العماني للمحترفين لموسم 2023-24. وفي عام 2023 انتقل إلى نادي النصر السعودي.

## دولي
شارك لأول مرة مع منتخب عمان الأول في مباراة ودية خسرها المنتخب العماني بنتيجة 1-0 أمام ألمانيا في 16 نوفمبر 2022. اختير ضمن القائمة النهائية لمنتخب عمان المشارك في بطولة كأس الخليج العربي الخامسة والعشرين في يناير 2023. واستدعي للمنتخب الوطني للعب كأس آسيا 2023.

## روابط خارجية
- مصعب المعمري  على سكروي
- مصعب المعمري على فرق كرة القدم الوطنية.كوم